# Valnoctamide
Il valnoctamide è un farmaco utilizzato in Francia come sedativo dal 1964. È un isomero conformazionale del valpromide, un profarmaco dell'acido valproico; a differenza di questo, il valnoctamide non viene, in vivo, trasformato nel suo acido omologo, l'acido valnoctico.

## Indicazioni
Oltre alle proprietà sedative, il valnoctamide è stato studiato per il trattamento dell'epilessia sin dal 1969. È stato studiato anche per il trattamento del dolore neuropatico, dimostrando buoni risultati: esso ha degli effetti minimi sulla coordinazione motoria e sullo stato di allerta a dosi effettive, e sembra aver effetti antidolorifici simili al gabapentin. È stato anche studiato per la profilassi degli attacchi maniacali per sostituire l'acido valproico e i suoi derivati, dotati di maggior effetti teratogeni.

## Effetti collaterali
Gli effetti collaterali del valnoctamide sono soprattutto minori e includono sonnolenza e i già citati effetti sulla coordinazione motoria.

## Interazioni
Il valnoctamide aumenta, mediante inibizione dell'enzima epossido-idrolasi, i livelli del metabolita epossidico della carbamazepina, talvolta fino a livelli tossici.

## Caratteristiche chimiche
Si tratta di un composto racemico formato da quattro stereoisomeri, che si sono dimostrati tutti più efficaci dell'acido valproico nei modelli animali per il trattamento dell'epilessia, in particolar modo il 2S,3S-valnoctamide.